# Gizay
Gizay ist eine französische Gemeinde im Département Vienne in der Region Nouvelle-Aquitaine. Sie zählt 364 Einwohner (Stand: 1. Januar 2022) und ist Teil des Kantons Vivonne (bis 2015: Kanton La Villedieu-du-Clain) im Arrondissement Poitiers. Die Einwohner werden Gizayens genannt.

## Geografie
Gizay liegt etwa 18 Kilometer südsüdöstlich von Poitiers. Umgeben wird Gizay von den Nachbargemeinden Nieuil-l’Espoir im Norden und Nordosten, Vernon im Osten, Saint-Maurice-la-Clouère im Süden, Marnay im Südwesten, Aslonnes im Westen sowie La Villedieu-du-Clain im Westen und Nordwesten.

## Bevölkerungsentwicklung
| Jahr                      | 1962 | 1968 | 1975 | 1982 | 1990 | 1999 | 2006 | 2013 |
| Einwohner                 | 300  | 272  | 266  | 285  | 328  | 370  | 382  | 412  |
| Quelle: Cassini und INSEE |      |      |      |      |      |      |      |      |

## Sehenswürdigkeiten
- Kirche Saint-Martin und Saint-Fiacre
- Schloss Chambonneau, seit 1964 Monument historique
- Schloss Ferrières